# Ботта д’Адорно, Антонио Отто
Антонио Отто Ботта д’Адорно  (итал. Antoniotto Botta Adorno или итал. Antonio Otto Marchese Botta-Adorno) (13 мая 1688, Кастеллетто-ди-Брандуццо, близ Павии, Ломбардия — 30 декабря 1774, Торре-д’Изола, близ Павии) — маркиз, дипломат Габсбургской монархии, фельдмаршал (1.7.1754), происходил из итальянской династии Ботта-Адорно. В 1738—1740 годах и вновь в 1741—1742 годах был австрийским посланником при русском дворе.
Уже после отъезда из России его имя оказалось одним из основных при расследовании «бабьего заговора».
В 1746 году, взяв на себя верховное командование австро-пьемонтскими войсками против французов и испанцев в Италии, он нанес поражение войскам испано-французской армии в битве при Пьяченце, и занял Геную, но своим крайне жестоким обращением с генуэзцами быстро довел ее до восстания (знаменитое восстание Балиллы).